# Proasellus gardinii
Proasellus gardinii là một loài chân đều trong họ Asellidae. Loài này được Arcangeli miêu tả khoa học năm 1942.